# Скаутско движение в България
Скаутското движение в България се заражда още в началото на XX век, само няколко години след появата на скаутството в родината му Англия.

## Зараждане в периода 1911 – 1920 г.
Първата искра на скаутската идея пламва в България още през 1911 г., само няколко години след появата на скаутството в същинската му родина – Англия. Генерал Никола Жеков, командир на Първи пехотен полк, се запознава с новата система за извънучилищна подготовка на момчета в Англия и прави първите опити за прилагането ѝ в България. По негова инициатива и под прякото му ръководство се създава и първият в страната ни разузнавачески отряд в София. Избухването на Балканската война спира развитието на Движението за следващите няколко години.
Няколко години по-късно, през 1915 г., запасният полковник Ю. Велчев, предимно по преводни материали, издава паметна книжка на юнаците разузнавачи, която дава отговор на множество въпроси, свързани със скаутството. Кризата, в която изпада страната поради участието ѝ в Първата световна война, става причина и този опит за изграждане на скаутска организация да замре.
Годините на Първата световна война и следващите са тежки за България. Страната изживява дълбока стопанска, духовна и обществена криза. Катастрофата, която преживява страната, засяга особено снилно младото поколение. Голям процент от непълнолетните се включват в производството, за да помогнат в изхранването на семействата. Недохранването рязко повишава заболеваемостта сред младите. Повишава се и детската престъпност.
В стремежа да се подобри положението на младото поколение, възникват редица младежки движения и организации – въздържателна, червенокръстка, различни религиозни и културно-просветни организации. Под влиянието на руски емигранти белогвардейци и с опита, който те имат от организацията „Руски скаут“, се създават и първите скаутски звена в България.

## Развитие на скаутското движение след ПСВ
През 1921 г. във Варна под ръководството на скаутмастера Майкъл Уелс, англичанин на руска служба, се създава първият отряд разузнавачи в страната. В него се включват предимно деца на руски емигранти, а идеен ръководител на отряда е руският генерал в емиграция Смедров. Дейността на този отряд е незадоволителна. Скаутмастер Уелс изгражда във Варна и отряд на български младежи разузнавачи, както тогава са се наричали скаутите в България.
Година по-късно, на 28 септември 1922 г. към Американската мъжка гимназия в Самоков е изградена бой-скаутска организация. Основатели са директорът на гимназията Павел Роланд (който е и първият неин скаутмастер) и учителят Илия Мутавчиев (възпитаник на Робърт колеж в Цариград). В отряда са обхванати 30 момчета, разпределени в три патрула – „Лъв“, „Вълк“ и „Летящ орел“.
През същата година и в София се изгражда скаутски отряд за децата на руски емигранти. Постепенно в него се включват и българчета. Под покровителството на запасния полковник Петър Траянов българските момчета, членуващи в Софийския руски скаутски отряд, се отделят в самостоятелен отряд. Първи български скаутмастери, които поемат и развиват скаутството в България, са Димитър Димитров и Стефан Янчулев.
От тези първи кълнове във Варна, София и Самоков израства Организацията на българските младежи разузнавачи (ОБМР). Годината е 1923-а.
През същата година в София се организира лагер-школа, в която участват 186 момичета и момчета от всички краища на страната.
Начело на ОБМР стои постоянно присъствие от 7 души: Председател и Старши разузнавач – полк. Петър Траянов, секретар – Ст. Стоянов и членове: Добри Немиров, Христо Статев, П. Мартулков, подп. Димков и Стефан Янчулев.
През втората половина на 1924 г. организацията на „Българските младежи разузнавачи“ бива призната и приета за редовен член на Световното бюро на бой-скаутите със седалище в Лондон.
През следващото лятото край с. Владая се открива лагер-училище на организацията. Тук се подготвят мастер-разузнавачи, вълчат мастери и патрулни водачи. Обучението включва теоретическа и практическа подготовка, администрация. Завършва с изпити. Лагер-училището е прието от Световното бюро и е приравнено с Централното училище за скаут-мастери в „Гилуел парк“ край Лондон. То е третото в Европа, удостоено с такива права. Завършилите успешно курсовете получават диплом и знак за разузнавач-мастер и вълчат-мастер от международната централа с подписа на лорд Роберт Баден-Пауел.
Първият началник на училището е Стефан Янчулев, завършил курсовете за вълчат-мастери във Франция (школата Шамаранд). След 1928 г. училището се премества в курорта Св. Константин край Варна.
През дните на първото Национално джамборе (от 30 август до 4 септември 1925 година) в Борисовата градина се събират над 2000 скаут-разузнавачи от цялата страна. По това време се провежда и Първият конгрес (общото годишно събрание) на организацията. Конгресът приема обръщение към царя, в което го молят той да поеме ОБМР под своето височайше покровителство. Малко по-късно през месеца цар Борис III приема покровителството над Организацията и в кратък адрес ѝ пожелава плодотворна дейност.
През същата 1925 година излиза първият брой на списание „Разузнавач“. Ето откъс от заглавната статия на първия брой на списанието: „Преминаха като буря изнурителните и тежки по изпитания войни. Загина цветът на нашия народ, но в това време израсна младото поколение, буйно, стремящо се към нещо ново, но оставено без насока и контрол. По кой път ще тръгне нашата младеж, ето въпроса, който всеки си задава, и погледът на всички е обърнат към нашата младеж, в нея са надеждите и бъдещата гордост. На нашата страна са нужни граждани, достойни за паметта на хилядите борци за род и идеали...“. В усилията за изграждане на тези достойни граждани се включва българския елит. Наред с имената на министър-председателя Александър Цанков, министри, духовници, сред които и Митрополит Стефан, народни представители, са и Елин Пелин, Елисавета Консулова-Вазова, Добри Немиров, подп. Стойчев и др.

Скаутският марш е написан от големия български поет Теодор Траянов: 
Напред, разузнавачи смели,
към подвиг с братски богослов.
Напред към родните предели,

свещени зов, Бъди готов!
Патронният празник на Организацията – Гергьовден, 6 май – се чества за първи път през 1926 г. на свободния терен в квартал Лагера край София, съвместно с още две родолюбиви организации. След тържеството се провежда манифестация-шествие из града, предвождано от царя.
Същата година се провеждат три регионални джамборета (Дупница, Плевен и Стара Загора), като в трите участват общо около 1400 разузнавача скаути.
От 31 октомври до 1 ноември 1926 г. се провежда Вторият конгрес на ОБМР. Върховният комитет отчита членството на 6147 скаута. Като последица от решенията на конгреса още същият месец ОБМР се включва, заедно с още осем други организации („Юнак“, Българският колоездачен съюз, Ловната организация, Българският народен морски сговор и др.) в Конфедерацията за физическо възпитание.
Следващите няколко години са годините на възход на скаутството в България и на изграждане на неговия авторитет като младежко движение. Към края на 1926 г. се провежда Третият конгрес на ОБМР, като се отделя особено внимание върху необходимостта от подбора и подготовката на водачите.
Стремежът за ежедневното добро дело се е поддържал във всички отряди: участието на софийските скаути при провеждането на Ботевите тържества по случай 50-годишнината от гибелта му; участие на цялата организацията в събирането на средства около Деня на детето за бедни и сираци; подпомагането на 1660 бежанци от бургаските скаути. Веднага след атентата в църквата „Св. Неделя“ пристигат 7-на водачи с девет скаута, които вадят до късно през нощта заровени под развалините. Най-голямата проява на българските скаути през двайсетте години е решителното им участие в помощ на бедстващите от земетресението в Чирпан през 1928 г. След първия трус два патрула заминават от Стара Загора за Чирпан, които изваждат 20 ранени и ги откарват в болницата в Стара Загора. След труса разузнавачите организират в Пловдив и напълно екипират 4 кухни, по една от София и от Перник, две от Пловдив. В състава им влизат 13 водачи, 56 скаута. За времето от 25 април до 14 май скаутите раздават 60129 обяда и 92421 вечери, на обща стойност 163072 лева. Отрядите са събрали над 30 000 лева в помощ на пострадалите. Няколко десетки отряда от Стара Загора, Пловдив, София, Перник и др. се грижат за пострадалото население, като изграждат шест палаткови лагери и две полеви кухни. В продължение на два месеца те се грижат за ранените, участват във възстановяването на селищата и т.н. Дори английският вестник „Таймс“ пише за доказана ефективност и благородство на българските скаути.
На 6 януари 1929 г. се провежда Четвъртият конгрес, на който са изнесени три доклада по актуални проблеми на Организацията.
Организацията към 1929 г. разполага с 12 области, 34 дружини, 5 дружини вълчета, 2 морски и речни отряда, 2 роверски отряда, 74 отряда скаути, 30 отряда скаутки, 52 отряда вълчета. Наред с водачите в движението има и 109 души, организирани в родителски комитети, 12 свещеници, 13 лекари.. Във Второто национално джамборе в Борисовата градина участват 750 разузнавачи, като всеки сам си устройва лагера и си готви храната. В голяма палатка е устроена изложба на предмети, изработени от разузнавачите.
Скаутството намира радетели в лицето на видни общественици и граждани, които оказват голяма морална и материална подкрепа, особено в първите две години от своя живот. За това е създаден нарочен комитет, в който влизат: Александър Цанков, ген. Иван Русев, Софийски митрополит Стефан, ген. Лазаров, П. Дечев (кмет на София), Никола Мушанов, Андрей Ляпчев, Ив. Харизанов, ген. Вл. Вазов, полк. Велчев, проф. Богдан Филов, Ал. Божинов (художник), писателя Елин Пелин, подп. Стойчев и др. През своя 5-годишен живот ОБМР издава следните книги: „Скаут-кандидат III клас“, „Разузнавач II клас“, „Първи стъпки“, „Как да работим с разузнавачите“, „Вълчатство“.
Към краят на същата година се провежда Петият конгрес на организацията. Участват 43 делегати и много гости. Приема се Правилник за вътрешния ред на ОБМР.
През есента на 1930 г. делегация на Върховния и Националния комитет посещава Министерството на войната. Министърът обещава пълно съдействие и подкрепа на Организацията. Нарежда се на началниците на гарнизоните да отпускат помещения за клубове на разузнавачите. В търсене на материална и морална подкрепа се посещава и Министерството на просвещението.
От 14 до 15 декември същата година се провежда Шестият конгрес на ОБМР. Взима се решение да се формира Общество на приятелите на разузнавачите. Избира се нов Върховен орган със старши разузнавач о.з.ген. Велизар Лазаров.
От 5 до 9 юли 1931 г. южно от с. Княжево се провежда Третото национално джамборе. В сравнение с предишните то е с облекчена програма. Участват и 150 унгарски скаути и група полски скаути.
Седмият конгрес на Организацията се провежда на 8 и 9 ноември същата година. Участват 63 делегати. С голяма загриженост се отчита численият спад на членовете. Избран е Върховен комитет от 9 души. Приемат се изменения и допълнения към Устава.
През февруари 1932 г. Върховният комитет обявява Платформа за дейността на Организацията на Българските Младежи Разузнавачи. В 26 точки са очертани главните насоки: да се стабилизират финансите и се проведе в известност имуществото на Организацията, да се затегне дисциплината в съществуващите отряди, при установяването на нови – да се спазва строго устава и правилника, да се повдигне разузнаваческият дух, да се засили възпитателната дейност. Отделя се особено значение на Обещанието, законите и заповедите, да се следи за строгото им спазване.
Същата година на 20 ноември се провежда Осмият конгрес на ОБМР, а на 24 – 30 декември се провежда Деветият конгрес на Организацията. В отчета и разискванията се търсят пътища за оживяване и активизиране на разузнавачеството в страната. Това са първите белези на настъпващия упадък и изчерпването на възможностите на Организацията и на нейните водачи. За това едва ли носи вина само ръководството на ОБМР – в Германия и Италия се установява държавно устройство, което по-късно бива определено като тоталитарно и което по своето същество е настроено против демократичният дух, присъщ на скаутското движение.
Средата на 1934 г. бележи първите опити за организиране на младежта по законен път в Единен държавен съюз. Дирекцията на Обществената обнова предлага съществуващите младежки, спортни, политически, обществено-просветни и други организации да подпишат декларация, с която се задължават да членуват (на федеративна основа) в Общ държавен съюз. Отзовават се девет организации. От наличните данни не е ясно дали ОБМР е между тях. Учредителното събрание на съюза не намира подкрепа на обществеността и той се проваля.
Единадесетият конгрес на организацията е през април на 1936 г. Същата година правителството на Андрей Тошев прави, отново безуспешен, опит за образуване на Държавна организация на младежта в България.
Година по-късно се провежда се Тринадесетият конгрес на ОБМР, който избира се за старши разузнавач о.з.полк. Светослав Акрабов.
Същата година се утвърждава наредба-закон който допълва и изменя закона за физическото възпитание на младежта от 1931 г. Наредбата-закон решително ориентира към цялостното възпитание на младите – телесно, нравствено, гражданско и предказармено. В закона са изброени 15 съюза, в това число и организацията на младите разузнавачи и посочена тяхната компетенция. Наредбата задължава всяка организация да дава гражданско възпитание на своите членове.
На 23 февруари 1932 г. се приема правилник за нова униформа на ОБМР. Широкополата шапка „Стетсон“ е заменена с платнена „крумовка“ носена и от армията. Успоредно с това, всъщност още година по-рано, вълчетата на ОБМР почват да се наричат „лъвчета“, а другарите-разузнавачи (роверите) сега се наричат „бранници“.
През годината с нова сила се разгръща движение за изграждане на нова, държавна, организация на целокупната българска младеж. В пресата се провежда анкета по проблема за държавната организация на младежта. Изразява се мнението, тя да бъде самобитна българска, но и да ползва опита на (силно военизираните) организации „Балила“ (Италия), „Хитлерова младеж“ (Германия) и „Левенте“ (Унгария), като да доминира телесното и държавно-гражданското възпитание. Мнението на Ерусолим Василев – о.з.полковник, началник отделение „Телесно и държавно-гражданско възпитание“ към Министерство на просвещението е, в основата ѝ да залегне разузнаваческата възпитателна система, защото тя е най-приложима за нашите условия, застъпва развитието на най-добрите човешки качества и развива душевните заложби. На същото мнение е и Светослав Акрабов, старши разузнавач на ОБМР, който добавя, че тази система допринася за хармоничното развитие на младежите и предлага членуването да не бъде задължително, а младежите да бъдат привличани с някакви облаги.
Против една държавна младежка организация се изразяват главно ръководителите на обществените спортни съюзи, като българското спортно дружество „Юнак“, но без особен ефект.
На последния си XIV редовен конгрес, проведен на 19 февруари 1939 г. ОБМР дискутира изграждането на държавна младежка организация и анкетите в пресата свързани с това. Изразява се мнение за разширяване влиянието на разузнавачеството в България. За старши разузнавач е избран о.з.ген. Христо Луков.
1940 г. С кратко писмо до Световното бюро на бой-скаутите, ръководството на организацията „Български младежи-разузнавачи“ съобщава за своето саморазпускане. Главна причина за това е натиска на Министерството на войната, на старшият-разузнавач о.з.ген. Христо Луков и на неговия заместник о.з.полк. Светослав Акрабов. Започва превръщането на ОБМР във военизирана държавна организация. На 29 декември, Двадесет и петото обикновено народно събрание приема закон за организиране на българската младеж в държавна организация. Създава се държавната младежка организация „Бранник“.
Следващите години са във времето на Втората световна война, последвани от годините на тоталитарното управление на страната, от 1944 до 1989 г., те не предоставят условия за развитието на едно подчертано демократично и със значителен духовен заряд движение, каквато е скаутското. Голяма част от водачите на ОБМР, както и тези на Арменските (а вероятно и на руските) скаути са били репресирани, архивите на Организацията унищожени. Такава е била съдбата и на скаутските организации в останалите страни на Европа, в които е имало или се е установило тоталитарно, независимо дали ляво или дясно, управление.

## Скаутството в България през периода след 1991 г. и до наши дни
Около началото на 1991 г. в София се регистрира Българската скаутска организация (БСО) с президент Константин Халачев. Съдействат му старите скаути Георги Попов, който на времето си е бил вълчат-майстор, Димитър Цингаров и Мирослав Димитров. Националният съвет се е състоял от 6 – 7 души, повечето от които лично избирани от председателя.
За изграждане на БСО съдейства Световната организация на скаутското движение (по-специално Английската и Френската организации), като изпраща финансова помощ, свои водачи и представители. Последните идват в София няколко пъти и при последните си посещения установяват, че Националният съвет не функционира. Установява се също, че уставът на БСО не отговаря на стандартите на Световното скаутско бюро.
Постепенно между водачите на организацията възникват противоречия и Мирослав Димитров напуска БСО, след което той регистрира своя скаутска организация, под името Организация на скаутското движение в България (ОСДБ). Същата започва трудно и бавно да се изгражда. Георги Попов на няколко пъти напуска и се завръща в БСО. Националният съвет прекратява редовните си сбирки и след 1994 г, дейността на БСО постепенно затихва.
При една от поредните си идвания в страната на представителя на Европейския скаутски офис Жан-Пиер Избенджиян, той предлага да бъде подпомогнат Мирослав Димитров при изграждането на неговата Организация на скаутското движение в България (ОСДБ), по-късно преименувана на Национална организация на скаутите в България). Първоначално НОСБ се развива успешно, провежда няколко класически обучители лагери за водачи и Четвъртото поред за страната ни Национално джамборе край Казанлък, през лятото на  1996 г, има свои местни организации в София, Казанлък, Плевен, Варна, Сливен, Ямбол, Русе, Бургас, Габрово и няколко по-малки града. С течение на времето, централното ръководство показва невъзможност да развива движението, членският състав постепенно оредява. По-голямата част от скаутските ѝ отряди и водачи учредяват през март 2000 г. Национална скаутска организация на България „Св. Георги“, която работи ефективно и до днес в София, Пловдив, Бургас и Самоков.
НСОБ „Свети Георги“ организира някои от най-големите скаутски събития и лагери в началото на 21 век. През 2000 г. организира 5-о национално джамборе в местността „Шумнатица“ край Боровец, в което участват над 350 скаути от България и чужбина. През 2001 г. НСОБ „Свети Георги“ става първата неправителствена организация, която участва в прегледа на строевата подготовка и маршовата песен на Българската армия по случай нейния празник 6 май. През ноември 2001 г. НСОБ „Свети Георги“ в желанието си да насочи вниманието на обществото към проблемите на децата и младежите в България, инициира създаването на Национален обществен комитет „Децата на България“ с почетен председател проф. Огнян Герджиков – председател на Народното събрание на България, а членове на комитета стават над 60 български политици и общественици. НСОБ „Свети Георги“ си партнира и има редица съвместни дейности с Федерация на европейските скаути – сдружение на европейски скаутски организации. На 18 ноември 2002 г. в Париж, НСОБ „Свети Георги“ е приета за член на Федерацията на европейските скаути.
Националната организация на скаутите в България (НОСБ) след така нареченото оредяване и отцепване на отряди и водачи, които са учредили НСОБ „Св. Георги“, въпреки трудностите, продължава дейността си отново с Мирослав Димитров. С големи трудости се възраждат отново отряди в София, Плевен, Габрово. От 2001 година до 2011 година неговата организация е провела множество лагери в страната, участвала е в международни младежки обмени по европейски програми, като два пъти НОСБ е била страна-домакин. След неговата смърт, организацията се поема от Росица Жекова. НОСБ е действаща скаутска организация на няколко локални места, която пази паметта и заветите на основателя си Мирослав Димитров. И продължава неговото дело!
Успоредно с НОСБ, в страната възниква и Организацията на Българските Скаути (ОБС), регистрирана през 1995 г. В състава ѝ влизат неколцина от водачите, работили първоначално с Константин Халачев. Първи президент на новата организация става Юри Георгиев, от град Плевен, последван скоро след това от Петьо Пенев (починал през 2005 г.). В съгласие с постановките на Устава на СОСД, Европейското скаутско бюро в течение на две години прави безуспешни опити да обедини двете скаутски организации, които нямат формални (религиозни или малцинствени) различия. Главни трудности се оформят при определяне на общ оперативен съвет на водачите и тяхната реална подготовка за обучение на скаути и водачи. Европейското бюро се вижда принудено да направи своят избор най-накрая. След като НОСБ категорично отказва да се присъедини към една нова структура, Бюрото предлага за член на СОСД: ОБС. Съгласуваният с бюрото и одобрен Устав, надделяват. По предложение на бюрото на 7 януари 1999 г. Организацията на българските скаути бива призната от Световната организация на скаутското движение и приета за редовен неин член след процедура за пощенско гласуване. На 34-та Световна скаутска конференция в Дурбан (ЮАР) ОБС с президент Петьо Пенев, получава официалното признание удостоверено с грамота. След близо 50-годишно отсъствие, Българското скаутство отново се завръща в кръга на голямото скаутско братство.

### Видни скаутски водачи
Мирослав Димитров, бащата на възроденото скаутското движение, познат като бай Миро, е най-възрастният скаут в България и един от основателите и емблемите на Скаутското движение. Почива 2012 г. на достопочтена възраст. Той е брат на факира Мити и чичо на неговия син – легендата Емил Димитров. Въпреки контактите му с редица известни майстори на словото и музиката, бай Миро гласува доверие на прохождащата през 90-те години млада поетеса Румяна Савова, тогава едва 19 годишна и дебютирала с първата си стихосбирка „Графитени очи“, да напише Химн на Скаутите, без да подозира, че след години тя ще стане една от най-добрите съвременни български детски писателки, известна с псевдонима Руми Райк. Текстът е веднага прегърнат с обич, а музиката се ражда мигновено в главата на талантливия Румен Мончев, още при първия му прочит. Ражда се Химнът на Скаутското движение в България. С думи малко, думи простички, прегърнали идеята на скаутството, химнът става любим на стотици хиляди скаути в България и по света. Други ветерани скаут водачи, които помагат много за израстването на скаутското движение в България след 1990 година са: Цонковски от София, Васил Родев и Стоян Иванов от Варна.